# 21945 Kleshchonok
21945 Kleshchonok este un asteroid din centura principală de asteroizi.

## Descriere
21945 Kleshchonok este un asteroid din centura principală de asteroizi. A fost descoperit pe 13 noiembrie 1999 la Stația Anderson Mesa în cadrul programului LONEOS. Asteroidul prezintă o orbită caracterizată de o semiaxă mare de 2,30 ua, o excentricitate de 0,11 și o înclinație de 5,5° în raport cu ecliptica.